# Mohamed Mhenni
Mohamed Mhenni, né le 15 janvier 1981 à Tunis, est un rameur d'aviron tunisien. 

## Carrière
Mohamed Mhenni obtient aux championnats d'Afrique 2005 à Tunis la médaille d'or en skiff poids légers.